# 語言純化
語言純化（Linguistic purism），又稱語言保護主義（linguistic protectionism）其他别称有（語言純潔化、語言純潔化主義、語言純正化、语言纯净心理、语言纯净理论、语言净化主义、语言纯粹主义），是一种定义某语言社群内，某语言分支的地位被其他分支更高，或者被其他更纯洁的语言学现象。語言純化一般由當地的語言學院進行，並經常有法律效力。
语言纯化通常被认为是一种规范语言的行为，同时亦是保守的，作为一种“保护”本民族语言或者体现民族精神的方式，但是过程中经常会创造出新的标准。

## 相近语言
通常而言，两种相近的同源語言會處於一種競爭關係。處於較強地位的語言有時會稱較弱方為“方言”，暗示著較弱方並不能作為一個獨立的存在。因此，為避免被吞併，很多語言採用的方法就是乾脆使用不同的書寫方式書寫，來證明兩種語言之間的平等獨立關係。
例如，意地绪语以及荷蘭語在過去有時會被認為是德語的方言。直至今天甚至依然有爭論通行於荷蘭東部以及德國北部的低地德語是否為德語方言。至今亦无语言学家提出系统而学术的定义去界定“语言”以及“方言”，语言学家对于两者的差别亦多抱怀疑态度,就正如前苏联语言学家马克斯·魏因赖希十分著名的一句论述“语言就是拥有陆军和海军的方言。”（A language is a dialect with army and navy)。关于两者差别的争论很多时候都是带有强烈主观性的身份政治问题，甚至有时会激起讨论者的强烈情感反应。

### 书写系统
两门相近的语言往往易于融合，防止这一情况出现的方法之一是采用不同的书写系统。
有以下例子：
- 摩尔多瓦语以及罗马尼亚语几乎完全相同，不同处就仅仅在于前者使用西里尔字母， 而后者使用拉丁字母。（参见摩尔多瓦语言和民族问题）
- 意第绪语亦与德语相近，但是前者却使用希伯来字母书写，而非像德语一样用拉丁字母--这亦造成了一个很滑稽的场面：一个操希伯来语的以色列人能够准确地念出一篇意第绪语文本给一位对希伯来字母一窍不通的德国人听，前者能读写却不明意思，后者明白大意却不能读写。
- 印地语以及乌尔都语这对例子经常出现在语言学著作当中，原因在于两者在口头语上具有很强的共通性，但是却由于印地语使用天城体而乌尔都语使用阿拉伯字母，使两者在书面上完全不能互相理解。近来的研究亦显示两者的差距正在日渐拉大──印地语不断梵语化以及英语化，而乌尔都语则不断阿拉伯化以及波斯化。（参见印度斯坦语）
- 塞尔维亚语以及克罗地亚语的标准发音都是以什托方言作为标准，区别在于前者用西里尔字母（有时候会用拉丁字母），以克罗地亚语则完全使用拉丁字母。（参见塞尔维亚-克罗地亚语）

## 形式

### 根据语言纯化的方式划分
- 复古式语言纯化：此形式通常体现在某些语言的使用社群试图恢复特定语言在其历史上的黄金文学时期所拥有的特点。例如：阿拉伯语，泰米尔语，冰岛语，纯正希腊语，梵语，拉丁语。（参见语言复兴）
- 民族志式语言纯化:此形式源自民族志中对乡村、乡音（方言）以及民间故事的理想化。例子有新挪威语，某些通俗希腊语。
- 精英式语言纯化：此形式试图把某一特定语言精英阶层化，例如法庭语言。
- 改革式语言纯化：改革式语言纯化体现在与过去历史打破联系的强烈愿望（与复古式语言纯化相反）。显著的例子有现代土耳其语在凯末尔时期大规模移除奥斯曼土耳其帝国时期遗漏下来的阿拉伯语及波斯语借词。其他例子亦有印地语清扫殖民遗漏。另外，出于人种政治原因，某些国家或地区的语言政策会尝试减少该国语言与他国语言的相似性，例如马来语/印尼语、印地语/乌尔都语、丹麦语/挪威语(丹麦-挪威共同语)、捷克语/斯洛伐克语、芬兰语/爱沙尼亚语、中华民国国语/普通话、臺灣台語/閩南語、塞爾維亞語/蒙特內哥羅語/波士尼亞语。
- 爱国主义式语言纯化：此形式通常体现为对语言中外国元素的清理。例子有高地挪威语、韩语以及英语。很多19世纪以及20世纪期间的英语作家会大量使用盎格鲁-萨克逊色彩的词语来代替拉丁语族的借词。法国、德国以及希腊倾向于自创新词来形容新事物，而不是借用外语词（然而这亦并非经常奏效，例如法国自创大量的词语或者表达方式来避免使用英语词，但是这些自创词要不就不被大众所接受，要不就只是在个别情况少量使用）。

以上语言纯化方式之间并无绝对的区分界限，很多语言的语言纯化现象都可以用一种或者一种以上的上述方式来解释。

### 根据语言纯化的导向划分
- 大众导向：为避免某语言社群内部、多数人的理解困难，来加强某些大众日常用语的使用（例如英文中用"back-up"来替代"sustain"）。
- 统一导向：为避免某特定语言社群内部、不同地区或行业之间的分裂或者交流阻碍，而减少社群内部不同语言次方言群体之间的语言差别。
- 防卫导向：为避免外国借词取代自身语言自有的用词，从而使某语言社群内部出现区际或者代际之间的交流障碍（例如莎士比亚时期的英语现已不被大众理解），而采取防卫外来观念或外来借词。
- 声誉导向：为了某些声誉上的需求。
- 特定导向：为了创造某些特定语言功能。

### 根据语言纯化的强度划分
- 轻微式语言纯化：此类语言中，语言纯化通常不是一个十分令人感兴趣的话题，相反，此类语言对于外来语言都有着开放的心态，不过同时亦被认为此语言社群内部，要不就是语言精英分子不理解外来语言而囫囵吞枣，要不就是直接缺乏一个类似的语言精英阶层，例如英语、俄语、波兰语、日语。
- 温和、非连续式语言纯化：此类语言在长时间中一直断断续续进行各种温和的语言纯化，例如西班牙语、法语、葡萄牙语、意大利语。
- 修补式语言纯化：此类语言只有当自身标准化语言有受到威胁的倾向下，才会采取语言纯化策略，例如丹麦语、瑞典语、荷兰语、斯洛伐克语。
- 进化式语言纯化：此类语言只是在初期书面语形成之际采用过语言纯化策略，但是在完成标准化之后，语言纯化的进程就开始放慢或者消失，例如匈牙利语、芬兰语、爱沙尼亚语、希伯来语、克罗地亚语、斯洛文尼亚语。
- 摇摆式语言纯化：此类语言经常在开放与保守之间摇摆，例如德语、捷克语、意第绪语。
- 稳健连续式语言纯化：此类语言中稳健连续的语言纯化一直存在，例如阿拉伯语、泰米尔语以及冰岛语。
- 革命式语言纯化：此类语言在历史上曾经突然且强烈地出现过语言纯化现象，例如土耳其语。

### 根据语言纯化的语言学层次划分
- 词汇式语言纯化：拒绝借词，通常做法就是直接翻译外语借词，例如挪威语中，"hand-out"（分发）用 "støtteark", snowboard（滑雪板）用"snøbrett"。
- 正字法式语言纯化：外来借词用本族（本国）语言的正字法加以改造，例如挪威语"genre"（种类）改成"sjanger"，西班牙语把"football"（足球）改成" fútbol "。需要注意到亦有反正字法式语言纯化的现象，例如就有部分西班牙语使用者喜欢直接使用"blue jean"（牛仔裤）[3]而非" bluyín "[4]
- 词态式语言纯化：拒绝使用外来语言的屈折变化或者词尾变化（例如斯堪的纳维亚诸语言拒绝在名词词尾添加"-s"来表示复数。
- 句法式语言纯化：拒绝使用外来语言的句法（例如新挪威语中就拒绝使用被动语态或者某种属格结构）
- 语音式语言纯化：拒绝外来词的标准发音，例如（西班牙中就会把英语的gangster（歹徒）改为gánster[5]，shampoo（洗发水）改为champú[6]。

## 外部連結
- Brunstad, Endre. "Standard language and linguistic purism" in Sociolinguistica 17/2003, 52–70.
- Dorian, Nancy. "Purism vs. Compromise in Language Revitalization and Language Revival" in Language in Society 23, 479-494.
- Thomas, George. Linguistic Purism (Studies in Language and Linguistics), Longman, 1991, ISBN 0-582-03742-5.